# Torvet (Maribo)
 For alternative betydninger, se Torvet. (Se også artikler, som begynder med Torvet)

Torvet er en plads i det centrale Maribo på midten af Lolland. Torvet ligger som en del af den gamle del af byen, og den nordlige ende er hvor byens primære handelsgade, Østergade, starter. Mod vest starter Vestergade.
Torvet nævnes i byens første vedtægter fra 1488, og det har fungeret som handelsplads i flere århundreder.
På Torvet ligger en række prominente bygninger. I 1857 opførte man et nyt rådhus i en blanding af nygotik og nyrenæssance på midten af Torvet, hvorved det blev delt i to. Det blev brugt som administrationscentrum for Maribo Kommune fra dannelsen i 1970 til strukturreformen i 2007.
Omkring Torvet ligger en række af byens største købmandsgårde, heriblandt Qvades Gård lige overfor rådhuset på Torvet 3, der er en fredet bygning fra 1820.
Der er tradition for, at de nybagte studenter fra Maribo Gymnasium hvert år umiddelbart efter deres dimission på gymnasiet sidst i juni tager til Torvet og danser de balkandanse, der er et kendetegn for eleverne, ligesom nogle bagefter bliver dyppet i springvandet ved Lollandspigen.

## Statuer
På torvet er opstillet tre statuer; Lollandspigen i den nordlige ende af Torvet, en buste af Frederik 7. øst for rådhuset og en statue af Kaj Munk vest for rådhuset.
Lollandspigen
Lollandspigen er en bronzestatue, der er står i et springvand. Den blev opstillet i 1960 og blev udført af Victor Kvedéris, og blev givet til byen af Diskontobanken i anledning af bankens 100-års jubilæum i 1954. Oprindeligt blev den placeret på midten af torvet, men i 2005 blev den flyttet til den nuværende placering. Der er tradition for, at nybagte studenter fra Maribo Gymnasium danser omkring eller ved siden af statuen, og de studenter, der får et 12-tal ved deres sidste eksamen, får et mere eller mindre ufrivilligt bad af deres kammerater i Lollandspigens springvand.
Kaj Munk
Bronzestatuen af Kaj Munk blev skabt billedhugger Henry Luckow-Nielsen i 1964. Den blev givet til byen som en gave fra Henry Petersen, direktør for P. Hatten og Co. Munk blev født i Garvergården ud til torvet, hvor bygningen Torvet 11-13 nu ligger.
Buste af Frederik VII
Busten af Frederik 7. er 75 cm. høj og den er fremstillet af Lauritz Prior. Den er identisk med en buste i Præstø, Thisted, Vordingborg. Den har teksten "Folkets ven. Grundlovens giver. Fører til frihed" og blev opstillet i 1866, ved det dengang nyopførte rådhus. Statuen har tidligere været placeret umiddelbart foran rådhusets indgang mod nord ud til torvet.